# Perfect Velvet
Perfect Velvet es el segundo álbum de estudio del girl group surcoreano Red Velvet. Fue lanzado el 17 de noviembre de 2017 por S.M. Entertainment y distribuido por Genie Music. El álbum contiene nueve canciones, incluyendo el sencillo «Peek-A-Boo». Este es el primer álbum de estudio del grupo en dos años desde el lanzamiento de The Red en 2015 y el segundo lanzamiento del grupo con el concepto «Velvet» tras el segundo miniálbum, The Velvet, lanzado en marzo de 2016.
El 24 de enero de 2018, la agencia del grupo, S.M. Entertainment, anunció que el álbum sería reeditado bajo el título de The Perfect Red Velvet y que sería lanzado el 29 de enero, junto con el vídeo musical del sencillo «Bad Boy».

## Antecedentes
El 30 de octubre de 2017, rumores sobre el próximo regreso del grupo aparecieron en varios sitios de noticias surcoreanos, que fueron confirmados más tarde ese día por su sello, S.M. Entertainment. A la medianoche del 8 de noviembre de 2017, S.M. Entertainment reveló el nombre del nuevo sencillo del grupo, «Peek-A-Boo», a través de un teaser junto con el título de Perfect Velvet. El título deriva del concepto del grupo, donde «Red» es su imagen vivida y audaz, mientras que «Velvet» representa su lado más sexy y maduro, ambos lados reflejan las canciones que el grupo interpreta. En una entrevista con X Sports News el 8 de noviembre, S.M. Entertainment afirmó que pretendía mostrar «una versión más actualizada» de «Velvet».

## Composición
Perfect Velvet tiene nueve canciones que presentan principalmente el pop electrónico, dance-pop, pop urbano y géneros de R&B. El sencillo del álbum, «Peek-A-Boo», fue descrito como una canción de dance-pop. «Look» es una canción de género disco compuesta por Jinbo y Sumin, que también compusieron la música junto con Charli Taft y Daniel «Obi» Klein, que anteriormente trabajaron con el grupo para el sencillo «Red Flavor». «I Just» es un tema de pop electrónio con sonidos de bajo y de sintetizador compuesto por Aventurina King, Kim Boo-min, John Fulford, arreglado por Hitchhiker y su letra coreana escrita por Kim Boo-min. La cuarta canción, «Kingdom Come», es una canción de R&B con una melodía suave. Fue escrita por Lee Su-ran de Jam Factory con música de Deez, Ylva Dimberg y fue producida por The Stereotypes. «My Second Date» se caracterizó como una canción de dance de mid-tempo, compuesta por James Wong, Sidnie Tipton y Sophie Stern con letras de Jeon Gan-di. «Attaboy» tiene elementos de hip-hop. Fue escrito por la letrista de S.M. Entertainment, Kenzie, que también compuso la música junto a Ylva Dimberg y The Stereotypes. «Perfect 10» es una canción urbana de R&B compuesta por Charli Taft, Daniel «Obi» Klein y Deez con las letras de Cho Yoon-kyung. «About Love» es un tema de pop urbanp de medio tiempo producida por re:one que también compuso la canción con Davey Nate. Sus letras fueron escritas por 1월 8일 de Jam Factory. La canción final, «Moonlight Melody», es una balada acústica con una delicada melodía de piano, escrita y compuesta por Lee Joo-hyung de Monotree y Kwon Deok-geun.

## Promociones
El grupo comenzó a lanzar teasers para el próximo regreso el 8 de noviembre en sus redes sociales, que fueron seguidas por fotos de los teasers individuales de las integrantes y un teaser de cada canción hasta el 16 de noviembre. Para continuar promoviendo su regreso, el grupo realizó un escaparate el 16 de noviembre, que fue organizado por su colega de agencia, Taeyeon, donde discutieron sobre el álbum e interpretaron el sencillo «Peek-A-Boo» por primera vez. En el mismo día, aparecieron hicieron una transmisión en vivo a través de la aplicación Naver, V Live.

## Lista de canciones
| Perfect Velvet |                                                       |                           |                                                        |          |  |
| N.º            | Título                                                | Letras                    | Música                                                 | Duración |  |
| 1.             | «Peek-A-Boo» (피카부; pikabu)                         | Kenzie                    | Moonshine, Cazzi Opeia, Ellen Berg Tollbom             | 3:09     |  |
| 2.             | «Look» (봐; bwa)                                      | Jinbo, Sumin              | Charli Taft, Daniel «Obi» Klein, Jinbo, Sumin          | 4:06     |  |
| 3.             | «I Just»                                              | Kim Boo-min               | Aventurina King, Hitchhiker, Kim Boo-min, John Fulford | 3:08     |  |
| 4.             | «Kingdom Come»                                        | Lee Seu-ran (Jam Factory) | The Stereotypes, Deez, Ylva Dimberg                    | 3:30     |  |
| 5.             | «My Second Date» (두 번째 데이트; du beonjjae deiteu) | Jeon Gan-di               | James Wong, Sidnie Tipton, Sophie Stern                | 3:15     |  |
| 6.             | «Attaboy»                                             | Kenzie                    | Kenzie, The Stereotypes, Ylva Dimberg                  | 3:17     |  |
| 7.             | «Perfect 10»                                          | Cho Yoon-kyung            | Charli Taft, Daniel «Obi» Klein, Deez                  | 3:30     |  |
| 8.             | «About Love»                                          | 1월 8일 (Jam Factory)     | RE:ONE, Davey Nate                                     | 3:26     |  |
| 9.             | «Moonlight Melody» (달빛 소리; dalppit sori)          | Lee Joo-hyung (Monotree)  | Lee Joo-hyung (Monotree), Kwon Deok-geun               | 3:41     |  |
| 31:01          |                                                       |                           |                                                        |          |  |

## Reconocimientos

### Listados
| Publicación    | Listado                                  | Lugar | Ref.   |
| -------------- | ---------------------------------------- | ----- | ------ |
| Paste Magazine | The 30 Greatest K-Pop Albums of All Time | 5.º   | [ 19 ] |

## Posicionamiento en listas
| Chart (2017)                        | Peak position |
| ----------------------------------- | ------------- |
| Francia (SNEP)                      | 95            |
| Japón (Oricon)                      | 20            |
| Corea del Sur (Gaon)                | 2             |
| Estados Unidos (World Albums)       | 1             |
| Estados Unidos (Top Heatseekers)    | 3             |
| Estados Unidos (Independent Albums) | 39            |

## Historial de lanzamiento
| Región        | Fecha                   | Formato              | Discográfica                    |
| ------------- | ----------------------- | -------------------- | ------------------------------- |
| Mundo         | 17 de noviembre de 2017 | Descarga digital     | S.M. Entertainment              |
| Corea del Sur | 17 de noviembre de 2017 | CD, descarga digital | S.M. Entertainment, Genie Music |